# 伊藤隆司
伊藤 隆司（いとう たかし、1960年 - ）は、日本の分子生物学者。専門は機能ゲノム科学。東京大学名誉教授。

## 経歴
福岡県に生まれる。1978年福岡県立修猷館高等学校を経て、1984年3月九州大学医学部医学科を卒業、1987年9月九州大学大学院医学研究科生理系専攻を修了。大学院では、榊佳之教授の下で分子生物学を研究した。
1987年10月長崎大学熱帯医学研究所助手となり、1991年1月カリフォルニア大学バークレー校分子細胞生物学部研究員、1992年9月東京大学医科学研究所助手に転じ、1999年8月同助教授となる。1999年12月金沢大学がん研究所教授に就任。
2003年4月東京大学大学院新領域創成科学研究科教授となり、新設の情報生命科学専攻を担当。2009年4月東京大学大学院理学系研究科教授に就任、新設の理学部生物情報科学科を担当。2013年10月九州大学大学院医学研究院教授に就任。
2020年東京大学名誉教授の称号を受ける。